# Судово-медичний експерт
Судово-медичний експерт — лікар, що займає штатну посаду в установах судово-медичної експертизи, який пройшов навчання за фахом «судово-медична експертиза» і має сертифікат спеціаліста в даній області.